# Joshua Masters
Pour les articles homonymes, voir Masters.
Joshua Masters, né le 6 avril 1995 à Maidstone, est un joueur professionnel de squash représentant l'Angleterre. Il atteint en mai 2018 la 50e place mondiale sur le circuit international, son meilleur classement. 